# قائمة قنون العصر الحجري

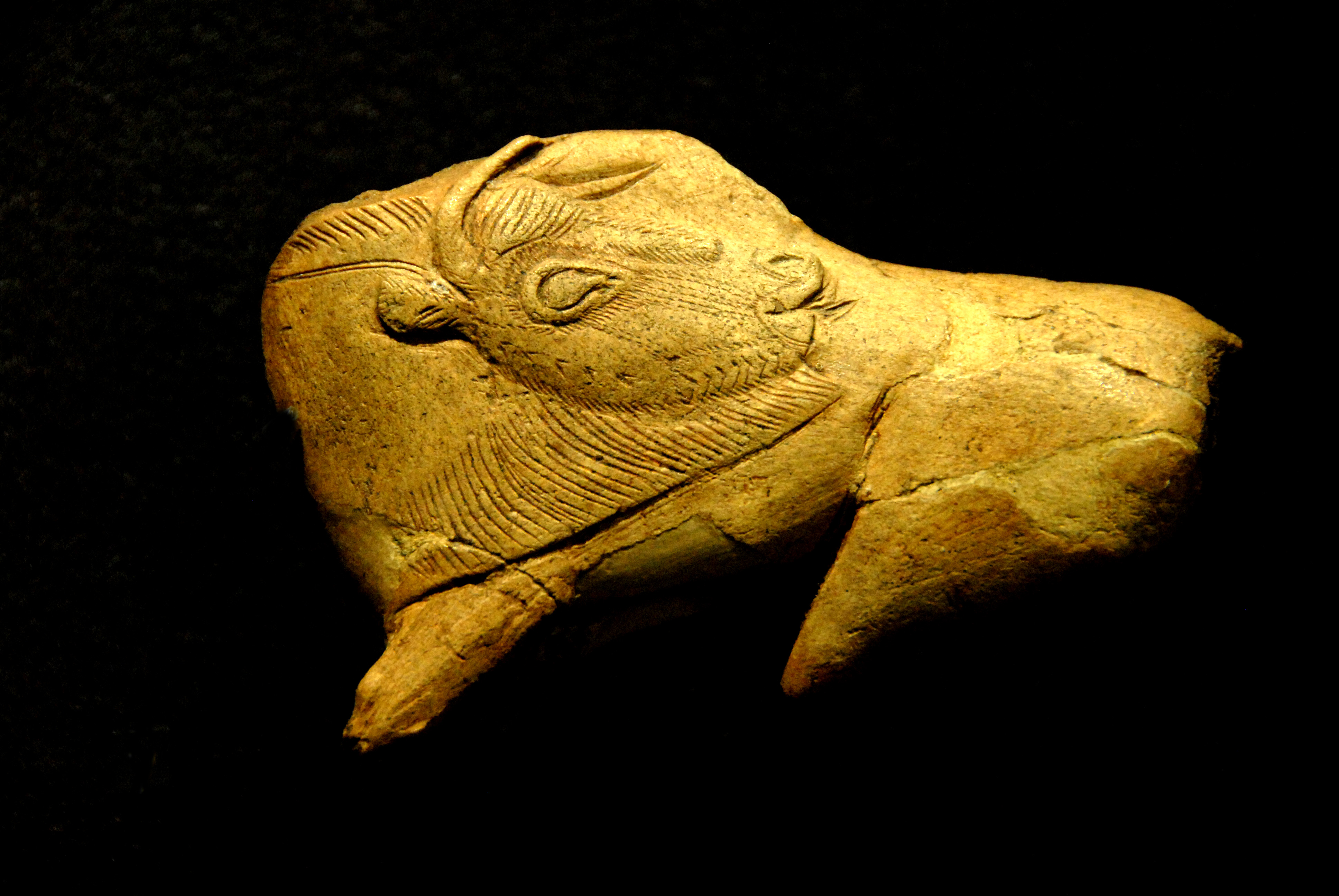
ثور يلعق لدغة حشرة، 13000-15000 ق.م.

فيما يلي قائمة وصفيّة بفنون العصر الحجري، والعصر الحجري هو فترة ما قبل التاريخ التي اتسمت بانتشار استخدام الأدوات الحجرية. تحتوي هذه المقالة، نظرًا لحجم الأعمال الفنية المكتشفة، على قائمة غير مكتملة بأعمال الرسامين والنحاتين وغيرهم من الفنانين الذين أبدعوا فيما يُعرف الآن بفن ما قبل التاريخ.

## العصر الحجري القديم العلوي

### الحضارة الأورينياسية
يعود أقدم فن تصويري بلا منازع إلى العصر الأورينياسي الذي يرجع تاريخه إلى نحو 40,000 عام، ويرتبط بأول وجود لفنانين كرومانيين في العصر الحجري الأوروبي القديم. ومن التماثيل التي يُقدّر تاريخها بـ 40,000 عام: تمثالا الأسد-الإنسان وفينوس هوهل فيلس اللذان عُثر عليهما في كهوف جبال الألب السوابية في جنوب ألمانيا.
- تمثال الأسد-الإنسان، يعود تاريخه إلى ما بين 40,000 و35,000 عام، وهو عبارة عن تمثال صغير من العاج اكتُشف في هولنشتاين-ستادل، سوابيا جورا، ألمانيا. يجسّد التمثال جسمًا بشريًا برأس أسد. وهو أقدم تمثال صغير معروف في العالم، وأحد أقدم نماذج الفن التصويري. إن التمثال موجود الآن في متحف أولم، ألمانيا.[1]
- قطعة من عاج الماموث تحمل نقشًا بارزًا لشكلٍ بشريّ، ويعود تاريخها إلى ما بين 40,000 و35,000 عام، عُثر عليها في كهف غايسنكلوسترلي، في سوابيا جورا، ألمانيا. عادةً ما تُفسر وضعية التمثال على أنها تعبير عن التعبّد، ولذلك يُطلق عليه في ألمانيا اسم «أدورانت»، وهي كلمة تعني «متعبّد». وهي الآن معروضة في متحف فورتمبيرغ الوطني، شتوتغارت، ألمانيا.
- تماثيل فوغلهيرد التي يعود تاريخها إلى ما بين 40,000 و29,000 عام، وهي تماثيل مصنوعة من عاج الماموث عُثر عليها في كهف فوغلهيرد، في منطقة جورا السوابية، بألمانيا. تجسّد التماثيل في الغالب حيوانات، كالأسود والماموث والخيول وغيرها. ويُمكن مشاهدة نحو 20 تمثالًا أصليًا في متحف جامعة توبنغن.
- فينوس هوهل فيلس الذي يعود تاريخه إلى ما بين 40,000 و35,000 عام، وهو تمثال مصغّر لفينوس مصنوع من عاج الماموث. عُثر على التمثال في هول فيلس، سوابيا جورا، ألمانيا. ويُعد هذا التمثال أقدم تصوير معروف لإنسان بلا منازع. وهو الآن في متحف بلاوبويرن ما قبل التاريخي، بلاوبويرن، ألمانيا.
- رسوم الكهوف
  - كهف لا باسيغا (إسبانيا) - معرض فني أُنشئ لعصور ما قبل التاريخ، تمتد الأعمال الفنية في هذا المعرض لمسافة 120 مترًا على الأقل. ويحتوي على رسومات تجريدية على نحوٍ متدرّج، يُرجّح تاريخها المثير للجدل إلى أكثر من 64,800 عام (العصر الموستيري).
  - كهف ألتاميرا (إسبانيا) - في عام 1879 اكتُشفت أولى اللوحات والرسومات ما قبل التاريخية في هذا الكهف، وسرعان ما أصبح هذا الكهف مشهورًا بعمق ألوانه وتصويره للحيوانات والأيدي والأشكال المجردة.
  - كهف شوفيه (فرنسا) - بعض من أقدم لوحات الكهوف المعروفة، ويُعد من بين أهم مواقع الفن ما قبل التاريخي.
  - يحتوي كهف كوليبويا (رومانيا) على أقدم رسومات الكهوف المعروفة في أوروبا الوسطى، ويرجع تاريخها باستخدام تقنية الكربون المشع إلى 32000 و35000 سنة قبل الميلاد.
  - كهف ديل كاستيلو، أحد كهوف مونتي كاستيلو (إسبانيا)، يحتوي على زخارف مطلية باللون الأحمر المُغْرَة، خُطّت على الجدران بمرسامٍ يدوي يعود تاريخه إلى 37,000 عام، بالإضافة إلى تقنية النقاط الملونة. وقد حُدد تاريخ إحدى النقاط الحمراء الباهتة إلى 40,800 عام، ما يجعلها أقدم زخارف كهفيّة مؤرَّخة في العالم.[2][3][4][5]
  - كهوف لاسكو (فرنسا) - تحتوي على بعض من أفضل الأعمال الفنية المعروفة للرسامين الأوائل، وعديد منها يصور حيوانات كبيرة الحجم.
  - ملاجئ بيمبتكا الصخرية (الهند) - تحتوي الملاجئ المزينة بفنون يعود تاريخها إلى 30 ألف عام على أقدم دليل على قيام الفنانين بعرض أعمالهم في شبه القارة الهندية.

### العصر الغرافيتي
يغطي العصر الغرافيتي فترة الذروة الجليدية الأخيرة، نحو 21-33 ألف سنة مضت. قد يُدرج العصر السوليوتري (نحو 17-22 ألف سنة مضت) ضمن المرحلة الأخيرة من العصر الغرافيتي، أو قد لا يُدرج.
- عُثر على عديد من تماثيل فينوس المصغّر من العصر الغرافيتي بما في ذلك: فينوس دولني فستونيتسي، فينوس براسيمبوي، فينوس لاوسيل، فينوس ليسبوج، فينوس مورافاني، فينوس جالجنبرج، فينوس بيتركوفيتسه، فينوس سافينانو، فينوس ولندورف.
- كهف كوسكير (فرنسا) - يحتوي هذا المعرض على رسومات يدوية من 27000 سنة مضت، ورسومات حيوانية عمرها 19000 سنة تصوّر الثور الأمريكي، والوعل، والخيول، والفقمات، وما قد يكون طيور الأوك وقناديل البحر.
- تتميز كهوف غارغاس، فرنسا، بعديد من الرسومات التي تجسد اليد، بعض من هذه الأيدي يفتقر إلى إصبع واحد أو أكثر.

### الحضارة الإبيغرافيتية، المجدلانية
- رسوم الكهوف
  - كهف شوفين (إسبانيا) - كهف صغير يحتوي على نقوش وأشكال عَصويّة ورسوم فنيّة تصور على نحوٍ تخطيطي غزلان حمراء وماعز وأبقار.
  - وادي كوا (البرتغال) - نقش الفنانون آلاف الرسومات لخيول وغيرها من الحيوانات والبشر والأشكال المجردة في أعمال فنية في الهواء الطلق اكتملت منذ 22000 إلى 10000 عام.
  - كهف فونت دي غوم في جنوب غرب فرنسا: يضم أكثر من 200 لوحة ونقش متعدد الألوان لفنانين عملوا منذ أكثر من 17,000 عام. أشهر لوحة في الكهف هي إفريز لخمسة ثيران أمريكية، بالإضافة إلى رسومات لعديد من حيوانات أخرى مثل الذئاب.
  - كهف كابوفا في جنوب جبال الأورال (روسيا) - وُثِّقت حاليًا 173 لوحة صخرية أحادية اللون بلون المغرة ورسومات فحم نباتي أو آثار لها، تُظهر حيوانات العصر البليستوسيني وزخارف هندسية تجريدية. يتراوح عمرها بين 18,000 و16,000 عام، من أواخر العصر السولوتري إلى منتصف العصر المجدلي.
  - لا ماركي (فرنسا) - إن صحة الرسوم الكهفية هنا وشرعيتها موضع نزاع بسبب الأسلوب الفني.
  - روك أو سورسييرز (فرنسا) - ملجأ صخري مشهور بنقوشه الجدارية البارزة التي يعود تاريخها إلى 14000 عام.
- عصا مثقبة تحتوي على نقشٍ غائر لحصان، عُثر عليها في الموقع الأثري أبري دي لا مادلين، وهو جرف معلّق يقع بالقرب من تورساك في فرنسا، وهي محفوظة اليوم في المتحف البريطاني.
- ثورٌ أمريكي يلعق لدغة حشرة على ظهره، وهي عبارة عن جزء منحوت ومحفور من قرون الرنة، عمرها نحو 15,000 عام، نقشها ربما أحد رماة الحراب، وتصور أحد أنواع الثور الأمريكي المنقرض حاليًا وهو ثور السهوب. نحت الفنان رأس الثور ملتفتًا إلى اليمين وهو يلعق نفسه كما لو أن حشرة قد لدغته. تُعرض القطعة في المتحف الوطني لعصور ما قبل التاريخ في ليه إيزي دو تاياك سيروي، على مقربة من مكان العثور عليها.
- حجر مونتاستروك المزخرف، وهو تمثال بشري منقوش أو محفور على قطعة من الحجر الجيري، عمره نحو 13,000 عام - يبدو أنه تمثال لامرأة - استُخدم كمصباح. عُثر عليه في كهف كوربيه، بين، تارن، فرنسا. وهو الآن موجود في المتحف البريطاني بلندن.
- الأيل السّابح، منحوتة لأيلَين منقوشين بزخرفة رائعة على ناب ماموث، عمرها نحو 13,000 عام، عُثر على هذه المنحوتة في ملجأ مونتاستروك الصخري، برونيكيل، تارن-إي-غارون. وهي الآن في المتحف البريطاني.
- حصان كهف روبن هود (المعروف سابقًا باسم حصان المغرة). اكتُشفت هذه القطعة على ضلعٍ نقش عليه الفنان رأس حصان، وذلك في كهف روبن هود في كريسويل كراجز، ديربيشاير، إنجلترا. وهو العمل الفني التشكيلي المحمول الوحيد المتعلق بالحيوانات من العصر الحجري القديم العلوي الذي عُثر عليه في بريطانيا. يُعرض حصان كهف روبن هود الآن في المتحف البريطاني.
- تماثيل فينوس لجونرسدورف.
- تماثيل فينوس في مالطة، فينوس بوريت.
- رجل كهف الثقب، هو الاسم الشائع لنقش لشخصية بشرية على عظمة ضلع وحيد قرن صوفيّ. عُثر على القطعة في كهف الثقب، في كريسويل كراجز، ديربيشاير، إنجلترا، وهي الآن معروضة في المتحف البريطاني.